# Finale de la Ligue des nations de l'UEFA 2020-2021
 (juin 2023).
La finale de la Ligue des nations 2020-2021 est la 2e finale de la Ligue des nations organisée par l'UEFA. Ce match de football a lieu le dimanche 10 octobre 2021 au stade San Siro de Milan, en Italie. Il oppose l'Espagne, vainqueur de l'Italie en demi finale (2-1) et la France, vainqueur de l'autre demi finale contre la Belgique (2-3).
La France remporte cette finale contre l'Espagne par 2 buts à 1.

## Contexte
L'Espagne et la France disputent toutes deux leur première finale de la Ligue des Nations, compétition lancée en 2018.
L'Espagne s'est qualifiée pour la phase finale en terminant première de sa poule, composée de l'Allemagne, de la Suisse et de l'Ukraine. La Roja remporte trois matchs, dont une victoire éclatante 6-0 contre l'Allemagne, réalise deux matchs nuls, pour une seule défaite contre l'Ukraine.
Les Espagnols, alors nouvellement demi-finalistes de l'Euro 2020 rencontrent le champion d'Europe en titre et hôte de la phase finale, l'Italie, alors sur une lancée record de 37 matchs sans défaites,.
La Roja prend sa revanche sur la demi-finale du dernier Euro, en s'imposant 1-2 avec un doublé de Ferran Torres, et se qualifie pour la finale.
De son côté, la France s'est qualifiée après une phase de groupe totalement maitrisée, avec un total de cinq victoires contre le Portugal, tenant du titre, la Croatie, finaliste du dernier mondial et la Suède, pour un seul match nul.
Les Bleus, champions du monde en titre, abordent la demi-finale contre la Belgique avec quelques doutes : l'échec contre la Suisse en huitième de finale de l'Euro 2020 est encore dans les têtes.
Ce match contre les Belges a aussi un goût de revanche de la demi-finale de la Coupe du monde 2018, durant laquelle les Français s'étaient imposés 1-0 grâce à un but de Samuel Umtiti.
Au terme d'un match fou, la France l'emporte une nouvelle fois sur la Belgique, en remontant l'écart de 2-0 de la première mi-temps, pour s'imposer au bout du match 2-3, et se qualifier pour la finale.

## Parcours des équipes
Note : dans les résultats ci-dessous, le score du finaliste est toujours donné en premier.
| Rang | Équipe    | Pts | J | G | N | P | Bp | Bc | Diff |
| ---- | --------- | --- | - | - | - | - | -- | -- | ---- |
| 1    | Espagne   | 11  | 6 | 3 | 2 | 1 | 13 | 3  | +10  |
| 2    | Allemagne | 9   | 6 | 2 | 3 | 1 | 10 | 13 | -3   |
| 3    | Suisse    | 6   | 6 | 1 | 3 | 2 | 9  | 8  | +1   |
| 4    | Ukraine   | 6   | 6 | 2 | 0 | 4 | 5  | 13 | -8   |

| Rang | Équipe   | Pts | J | G | N | P | Bp | Bc | Diff |
| ---- | -------- | --- | - | - | - | - | -- | -- | ---- |
| 1    | France   | 16  | 6 | 5 | 1 | 0 | 12 | 5  | +7   |
| 2    | Portugal | 13  | 6 | 4 | 1 | 1 | 12 | 4  | +8   |
| 3    | Croatie  | 3   | 6 | 1 | 0 | 5 | 9  | 16 | -7   |
| 4    | Suède    | 3   | 6 | 1 | 0 | 5 | 5  | 13 | -8   |

## Match

### Résumé du match
Après une première période stérile, dominée dans le jeu par l'Espagne, la rencontre gagne en intensité lors de la deuxième période et Mikel Oyarzabal ouvre le score pour la Roja à la 64e minute. Mais Les Bleus réagissent à peine deux minutes plus tard, avec une frappe enveloppée de Karim Benzema. À 10 minutes de la fin du temps règlementaire, Kylian Mbappé est lancé en profondeur par Théo Hernandez et inscrit le second but français. Le but, bien que semblant entaché d'une position de hors-jeu de l'attaquant français, est validé après recours à l'assistance vidéo, qui montre que le défenseur espagnol Eric García dévie le ballon et remet ainsi en jeu Kylian Mbappé. Le score reste inchangé malgré la forte pression espagnole en fin de match, et l'équipe de France remporte la première Ligue des nations de son histoire.
Karim Benzema est nommé homme du match de cette finale, tandis que Sergio Busquets est élu meilleur joueur de la phase finale.

### Feuille de match
| Match 4                     | Espagne                   | 1 - 2   | France                             | San Siro, Milan                                                                |                                                                                |
| 10 octobre 2021 20h45 UTC+1 | ( Busquets) Oyarzabal 64e | (0 - 0) | 66e Benzema (Mbappé ) · 80e Mbappé | Spectateurs : 31 511 Arbitrage : Anthony Taylor Arbitre vidéo : Stuart Attwell | Spectateurs : 31 511 Arbitrage : Anthony Taylor Arbitre vidéo : Stuart Attwell |
| 10 octobre 2021 20h45 UTC+1 | Rapport                   |         |                                    | Spectateurs : 31 511 Arbitrage : Anthony Taylor Arbitre vidéo : Stuart Attwell | Spectateurs : 31 511 Arbitrage : Anthony Taylor Arbitre vidéo : Stuart Attwell |

| Espagne | France |

|                 | 23 | Unai Simón        |     |     |
|                 | 17 | Marcos Alonso     |     |     |
|                 | 12 | Eric García       |     |     |
|                 | 19 | Aymeric Laporte   | 86e |     |
|                 | 2  | César Azpilicueta |     |     |
|                 | 16 | Rodri             |     | 84e |
|                 | 5  | Sergio Busquets   |     |     |
|                 | 9  | Gavi              |     | 75e |
|                 | 22 | Pablo Sarabia     |     | 61e |
|                 | 21 | Mikel Oyarzabal   |     |     |
|                 | 11 | Ferran Torres     |     | 84e |
| Remplaçants :   |    |                   |     |     |
|                 | 7  | Yeremi Pino       |     | 61e |
|                 | 8  | Koke              |     | 75e |
|                 | 20 | Mikel Merino      |     | 84e |
|                 | 18 | Pablo Fornals     |     | 84e |
| Sélectionneur : |    |                   |     |     |
| Luis Enrique    |    |                   |     |     |

|                  | 1  | Hugo Lloris         |     |       |
|                  | 3  | Presnel Kimpembe    |     |       |
|                  | 4  | Raphaël Varane      |     | 43e   |
|                  | 5  | Jules Koundé        | 55e |       |
|                  | 22 | Théo Hernandez      |     |       |
|                  | 6  | Paul Pogba          | 46e |       |
|                  | 8  | Aurélien Tchouaméni |     |       |
|                  | 2  | Benjamin Pavard     |     | 79e   |
|                  | 7  | Antoine Griezmann   |     | 90+2e |
|                  | 10 | Kylian Mbappé       | 90e |       |
|                  | 19 | Karim Benzema       |     |       |
| Remplaçants :    |    |                     |     |       |
|                  | 15 | Dayot Upamecano     |     | 43e   |
|                  | 12 | Léo Dubois          |     | 79e   |
|                  | 17 | Jordan Veretout     |     | 90+2e |
| Sélectionneur :  |    |                     |     |       |
| Didier Deschamps |    |                     |     |       |

| Homme du match: Karim Benzema |

## Statistiques
Les principales statistiques du match sont :
| Statistique         | Espagne | France |
| ------------------- | ------- | ------ |
| Buts                | 0       | 0      |
| Tirs                | 2       | 1      |
| Tirs cadrés         | 1       | 0      |
| Arrêts              | 0       | 1      |
| Possession de balle | 67 %    | 33 %   |
| Corners             | 2       | 2      |
| Fautes commises     | 5       | 6      |
| Hors-jeux           | 0       | 1      |
| Cartons jaunes      | 0       | 0      |
| Cartons rouges      | 0       | 0      |

| Statistique         | Espagne | France |
| ------------------- | ------- | ------ |
| Buts                | 1       | 2      |
| Tirs                | 10      | 11     |
| Tirs cadrés         | 3       | 5      |
| Arrêts              | 4       | 2      |
| Possession de balle | 53 %    | 47 %   |
| Corners             | 5       | 3      |
| Fautes commises     | 6       | 8      |
| Hors-jeux           | 0       | 1      |
| Cartons jaunes      | 1       | 3      |
| Cartons rouges      | 0       | 0      |

| Statistique         | Espagne | France |
| ------------------- | ------- | ------ |
| Buts                | 1       | 2      |
| Tirs                | 12      | 12     |
| Tirs cadrés         | 4       | 5      |
| Arrêts              | 4       | 3      |
| Possession de balle | 60%     | 40%    |
| Corners             | 7       | 5      |
| Fautes commises     | 11      | 14     |
| Hors-jeux           | 0       | 2      |
| Cartons jaunes      | 1       | 3      |
| Cartons rouges      | 0       | 0      |